# Paris, je t’aime
Paris, je t’aime (deutsch: „Paris, ich liebe dich“) ist ein französischer, europäisch koproduzierter Episodenfilm aus dem Jahr 2006, bei dem jede der 18 Episoden einem Arrondissement von Paris gewidmet und von jeweils einem anderen Regisseur inszeniert wurde. Es handelt sich um den ersten Teil von Emmanuel Benbihys „Cities-of-Love“-Filmreihe.

## Handlung
18 Episoden erzählen Geschichten aus den jeweiligen Arrondissements von Paris:
1. Montmartre (18. Arr.) – Regie: Bruno Podalydès
Ein gestresster Mann ist auf der Suche nach einem der wenigen Parkplätze in den verwinkelten, engen Gassen vom Montmartre. Als er endlich einen Parkplatz gefunden hat, in dem er mit größter Mühe parken kann, bleibt er im Wagen sitzen. Er fragt sich, wieso er noch immer Single ist, während er vorübergehende Frauen und Paare beobachtet. Eine Frau erweckt sein besonderes Interesse. Als sie an seinem Auto vorübergeht, bricht sie zusammen. Er steigt aus, um ihr zu helfen, und legt sie mit Hilfe von Passanten, die die Ohnmächtige für seine Frau halten, auf seinen Rücksitz. Die Frau kommt zu sich und ergreift dankbar seine Hand, als er ihr anbietet, sie an ihr Ziel zu fahren.
2. Quais de Seine (5. Arr.) – Regie: Gurinder Chadha
Am Ufer der Seine sitzen drei junge Männer, die vorbeikommenden Mädchen unflätige Anmachsprüche hinterherrufen. Eine junge Muslima im Hidschab hört ihnen dabei ironisch lächelnd zu. Als sie losgeht, stolpert sie über einen Stein. Einer der jungen Männer hilft ihr auf und versucht, ihr herabgerutschtes Kopftuch neu zu binden. Er macht ein Foto von ihr mit seinem Handy, und sie unterhalten sich kurz miteinander. Als sie geht, um die Moschee zu besuchen, folgt ihr der junge Mann zögerlich. Als sie die Moschee mit ihrem Großvater verlässt, bleibt der junge Mann zurück. Der Großvater lädt ihn jedoch ein, mit ihnen zu gehen.
3. Le Marais (4. Arr.) – Regie: Gus Van Sant
Ein junger Mann und eine Frau kommen als Kunden in eine Druckerei, um ein Bild vervielfältigen zu lassen. Während die Frau mit dem Inhaber der Druckerei spricht, beginnt der Mann, auf einen ebenfalls jungen Arbeiter einzureden und ihm von Seelenverwandtschaft zu erzählen. Er schreibt ihm seine Telefonnummer auf und geht. Als der Chef seinen Angestellten fragt, was los sei, sagt ihm dieser auf Englisch, dass er den jungen Mann nicht verstanden habe und nicht wisse, was dieser von ihm wollte. Daraufhin verlässt der Arbeiter die Druckerei und rennt suchend durch die Straßen von Paris.
4. Tuileries (1. Arr.) – Regie: Ethan und Joel Coen
Ein Tourist, der auf einer Bank auf die nächste Métro wartet, liest in seinem Reiseführer, dass man es in der Métro tunlichst vermeiden soll, anderen in die Augen zu schauen. In diesem Augenblick schaut er auf den gegenüberliegenden Bahnsteig, sieht ein sich küssendes Paar – und ihre Blicke treffen sich. Der Mann ruft dem Touristen zu, er solle seine Freundin nicht anstarren. Diese regt sich über die Eifersucht ihres Freundes auf, geht zu dem Touristen auf die andere Seite, setzt sich zu ihm und gibt ihm einen Kuss. Daraufhin wird der Tourist von dem Mann verprügelt und bleibt mit seinen Postkarten der Mona Lisa am Boden liegen, während sich das Paar versöhnt und geht.
5. Loin du 16e (16. Arr.) – Regie: Walter Salles, Daniela Thomas
Ana steht frühmorgens in einer tristen Pariser Vorstadt auf. Sie gibt ihr Baby bei einer Tageskrippe ab und singt ihm noch leise ein spanisches Kinderlied vor, bevor sie geht. Nach einer langen und anstrengenden Fahrt mit der Straßenbahn und der Métro kommt sie schließlich bei ihrer Arbeitsstelle an. Sie ist Kindermädchen und muss sich um das Baby einer anderen Frau kümmern, dem sie dasselbe Lied vorsingt.
6. Porte de Choisy (13. Arr.) – Regie: Christopher Doyle
Henny, ein in die Jahre gekommener Vertreter für Frisierprodukte, erschreckt auf einer Treppe unabsichtlich eine Passantin, die prompt ihre Einkaufstasche fallen lässt. In einem Friseursalon trifft er zunächst auf eine thaiboxende Asiatin. Er gibt den asiatischen Friseurinnen daraufhin Tipps für neue Frisuren und wird anschließend auf seinem Heimweg von der Asiatin, die nun ein schwarzes Abendkleid trägt, ein Stück begleitet.
7. Bastille (11. Arr.) – Regie: Isabel Coixet
Ein Mann sitzt in einem Bistro und wartet auf seine Ehefrau, der er mitteilen will, dass er sie nicht mehr liebt und für eine Stewardess verlassen wird. Noch bevor er dies jedoch zur Sprache bringen kann, reicht ihm seine Gattin unter Tränen eine Bescheinigung ihres Arztes, aus der hervorgeht, dass sie an Leukämie erkrankt ist, sich im Endstadium befindet und nur noch kurze Zeit zu leben hat. Der Mann entschließt sich, ihr in der kommenden schweren Zeit zur Seite zu stehen. Er schickt seiner Geliebten eine SMS, in der er ihr rät, ihn zu vergessen, worauf diese zusammenbricht. Der Mann spielt seiner Frau so intensiv seine Liebe vor, dass er sie wirklich wieder zu lieben beginnt. Als sie stirbt, ist er untröstlich.
8. Place des Victoires (2. Arr.) – Regie: Nobuhiro Suwa
Seit dem Tod ihres kleinen Sohnes leidet Suzanne unter Depressionen. Eines Nachts glaubt sie, die Stimme ihres Sohnes zu hören, die sie zur Place des Victoires führt, wo ihr ein Cowboy hoch zu Ross entgegenreitet. Er gewährt ihr eine letzte Umarmung mit ihrem Sohn, der Cowboys und Indianer geliebt hat. Sie küsst ihn und kann so endgültig Abschied von ihrem geliebten Sohn nehmen. Getröstet kehrt sie zu ihrem Mann zurück.
9. Tour Eiffel (7. Arr.) – Regie: Sylvain Chomet
Ein Junge mit einem riesigen Schulranzen soll erzählen, wie seine Eltern sich kennengelernt haben. Sein Vater ist ein Pantomime, der durch Paris wandelt, ins Gefängnis kommt und dort einer Pantomimin begegnet. Beide verlieben sich ineinander und werden schließlich die Eltern des Jungen.
10. Parc Monceau (17. Arr.) – Regie: Alfonso Cuarón
Eine junge Frau namens Claire trifft sich mit einem älteren Herrn und läuft mit ihm eine Straße entlang. Sie beklagt sich, dass ein gewisser Gaspard sich darüber sehr aufregen werde. Der Mann versucht sie zu beruhigen und findet, dass sie sich auch einmal Zeit für sich nehmen solle. Wie sich herausstellt, ist es ihr Vater Vincent. Er soll auf Claires Sohn Gaspard aufpassen, während Claire mit ihrer Freundin ins Kino geht. Kaum sind die Frauen weg, zündet sich Vincent eine Zigarette an – und das Baby fängt an zu schreien. 
11. Quartier des Enfants Rouges (3. Arr.) – Regie: Olivier Assayas
Die US-amerikanische Schauspielerin Liz lädt den Drogendealer, der ihr Nachschub bringt, ein, sie am Set ihres neuesten Films zu besuchen. Wegen eines wichtigen Kunden schickt er jedoch einen Stellvertreter zu ihr. Enttäuscht nimmt Liz die Drogen entgegen und bezahlt. 
12. Place des fêtes (19. Arr.) – Regie: Oliver Schmitz
Ein schwer verletzter Mann namens Hassan bittet die Rettungssanitäterin Sophie, mit ihm einen Kaffee zu trinken. Während der Kaffee geholt wird und sie ihm Erste Hilfe leistet, erzählt er ihr, wie sie sich schon einmal an seinem Arbeitsplatz in einem Parkhaus begegnet seien. Er habe sich damals in sie verliebt. Als Sophie mit ihrem Auto weggefahren sei, sei er ihr nachgerannt, weshalb er von seinem Chef entlassen wurde. Daraufhin habe er sich ein wenig Geld als Straßenmusiker verdient. Als er eine Frau angesprochen habe, die Sophie ähnlich sah, sei eine Gruppe Jugendlicher auf ihn aufmerksam geworden. Man habe ihm seine Gitarre weggenommen und beim Versuch, sie wiederzubekommen, habe einer der Jugendlichen mit einem Messer auf ihn eingestochen. In dem Moment, als er stirbt, werden Sophie zwei Kaffeetassen gereicht. Sie hält sie in den Händen und weint.
13. Pigalle (9. Arr.) – Regie: Richard LaGravenese
Ein bereits älterer Mann namens Bob betritt ein Bordell, wo er an der Bar auf die reife Fanny trifft, die ihn anscheinend erwartet hat. Bob will einem Mädchen bei einem Privatstriptease zuschauen. Fanny betritt den Raum und meint, dass sie ihm viel mehr bieten könne. Sie fangen an, sich zu streiten, und es stellt sich heraus, dass ihr Treffen von beiden nur inszeniert war, um neues Leben in ihre Beziehung zu bringen. Sie verlassen das Etablissement und gehen durch die Straßen bis an eine Stelle, wo eine Band ihr Lied spielt. Bob hat dies für Fanny arrangiert und erklärt ihr nun, dass sie die einzige Frau sei, die er je geliebt habe. Sie küssen sich und gehen gemeinsam durch ein Tor. Ein Plakat zeigt schließlich ihre Namen und Fotos mit der Überschrift, dass ihr gemeinsames Theaterstück nicht mehr lange zu sehen ist.
14. Quartier de la Madeleine (8. Arr.) – Regie: Vincenzo Natali
Ein weiblicher Vampir wird von einem jungen Touristen beim Blutsaugen beobachtet. Als die Vampirin ihn bemerkt, stürzt sie sich auf ihn, verletzt ihn jedoch nicht. Als sie von ihm ablässt, schneidet er sich mit einer zerbrochenen Flasche die Pulsader auf und bietet ihr sein Blut an. Die Vampirin nimmt es nicht an und entfernt sich. Der Tourist verliert indes sein Bewusstsein und stürzt eine Treppe hinunter. Dabei schlägt er so hart mit dem Kopf auf den Boden auf, dass aus einer Kopfwunde augenblicklich Blut fließt und den Boden in Herzform benetzt. Die Vampirin träufelt dem offenbar toten Touristen Blut aus ihrer Pulsader in den Mund, worauf dieser wieder zum „Leben“ erwacht. Nun hat auch er spitze Vampirzähne. Als sie ihre Lippen zu einem Kuss nähern, beißen sie sich stattdessen gegenseitig in den Hals und beginnen, das Blut des jeweils anderen zu trinken.
15. Père-Lachaise (20. Arr.) – Regie: Wes Craven
Frances und William wollen in wenigen Wochen heiraten. Als sie gemeinsam auf dem Friedhof Père-Lachaise auf der Suche nach Gräbern von Berühmtheiten spazieren gehen, wird Frances klar, dass William keinerlei Humor besitzt. Sie ist überzeugt davon, dass sie mit einem solchen Mann niemals glücklich werden kann, und will deshalb die geplante Hochzeit absagen. Plötzlich erscheint der Geist von Oscar Wilde an seinem Grab und gibt William einen Rat. Dieser läuft Frances nach, gibt ihr einen Kuss und bringt sie damit spontan zum Lachen. Arm in Arm verlassen sie den Friedhof.
16. Faubourg Saint-Denis (10. Arr.) – Regie: Tom Tykwer (ursprünglicher Name des Kurzfilms: True)
Ein blinder junger Mann namens Thomas bekommt einen Anruf von seiner Freundin Francine – sie will mit ihm Schluss machen. Als er den Hörer auflegt, erinnert er sich, wie er sie einst kennengelernt hat. Er hörte sie durch ein offenes Fenster im Erdgeschoss eines Hauses verzweifelt schreien. Als er an das Fenster trat und sie ihn bemerkte, erklärte sie ihm, dass sie nur für ein Vorsprechen an der Schauspielschule geübt habe. Sie wurden schließlich ein Paar, und er erinnert sich nun an viele gemeinsame Stunden, bis Francine ihn erneut anruft. Sie fragt ihn, ob ihre Worte am Telefon überzeugend gewesen seien, denn erneut übte sie lediglich eine Rolle. Als ihr Freund schweigt, fragt sie ihn, ob er sie überhaupt hören könne. Er antwortet: „Nein, ich sehe dich.“
17. Quartier Latin (6. Arr.) – Regie: Gérard Depardieu, Frédéric Auburtin
Getrennt leben sie schon lange, doch nun wollen Ben und Gena die offizielle Scheidung, denn Bens neue Freundin ist im dritten Monat schwanger. Auch Gena lebt in einer neuen Beziehung mit einem viel jüngeren Mann. Diesmal ist es kein Schriftsteller, sondern ein Radfahrer. Als sie in einem Restaurant darüber sprechen, bezeugt ihr humorvoller Umgang miteinander ihre noch immer tiefe gegenseitige Zuneigung. Als Ben bezahlen will, sagt ihm der Wirt, dass die Rechnung aufs Haus gehe.
18. 14e arrondissement (14. Arr.) – Regie: Alexander Payne
Die US-amerikanische Touristin Carol, weder jung, hübsch, noch schlank und wider Willen Single, möchte Paris erleben. Sie wollte eigentlich für zwei Wochen fahren, aber wegen ihrer Hunde muss sie sich auf eine Woche beschränken. Sie besucht den Friedhof Montparnasse und setzt sich vor das Grab von Porfirio Díaz. Von einem Hochhaus über Paris blickend bedauert sie, niemandem sagen zu können, wie schön sie den Ausblick findet. In einer Gasse wünscht sie sich, ihren Beruf als Briefträgerin hier ausüben und die Bewohner kennenlernen zu können. Als sie in einem Park allein auf einer Bank sitzt und die Leute um sich herum beobachtet, fühlt sie sich erneut lebendig. Sie spürt plötzlich, dass sie Paris liebt – und dass ihre Liebe von der Stadt erwidert wird.

## Hintergrund
Der deutsche Regisseur Tom Tykwer hatte seine Episode Faubourg Saint Denis bereits 2004 als Kurzfilm unter dem Titel True auf der Berlinale vorgestellt. Daraus entwickelte man schließlich die Idee, weitere Regisseure zu ähnlichen Kurzfilmen zu überreden und diese zu einem Episodenfilm über Paris zusammenzustellen.
Die weiteren Episoden entstanden bis November 2005. Ursprünglich waren 20 Episoden geplant, die die 20 Pariser Arrondissements repräsentieren sollten. Zwei der Episoden, die von Christoffer Boe über das 15. und die von Raphaël Nadjari über das 12. Arrondissement, wurden letztlich jedoch nicht in den Film aufgenommen. 
Paris, je t’aime wurde am 18. Mai 2006 im Rahmen der 59. Internationalen Filmfestspiele von Cannes uraufgeführt. In Deutschland kam der Film am 25. Januar 2007 in die Kinos, wo er mehr als 193.000 Besucher anlockte. Weltweit spielte der Film rund 17,5 Millionen Dollar ein.

## Kritiken
Viele Kritiker nahmen einen Qualitätsunterschied zwischen den einzelnen Episoden wahr. „Unter den 18 Beiträgen befinden sich naturgemäß auch ein paar mittelprächtige“, schrieb beispielsweise Matthias Heine in der Welt. Welche der Episoden weniger gut geraten seien, dazu werde jeder Zuschauer seine eigene Meinung haben. „Der Unterhaltsamkeit und Eleganz des Gesamtfilms tut das aber keinen Abbruch.“
Martin Girod von der Neuen Zürcher Zeitung merkte kritisch an, dass sich die Geschichten der meisten Episoden auch andernorts ereignet haben könnten. Dass sie in Paris und im jeweiligen Stadtteil spielten, wirke „eher aufgesetzt“. Die Arbeit von derart vielen verschiedenen Regisseuren, Darstellern, Kameraleuten und Editoren an den Geschichten „der mehr oder minder originellen Einfälle“ sei „im Ergebnis primär verwirrend“.
„Das Staraufgebot, die Vielfalt der Sujets und einfallsreichen Plots sowie die klug strukturierte Zusammenstellung ermöglichen zahlreiche Entdeckungen in den unterhaltsamen, mal wehmütigen, häufig humorvollen Geschichten, die ein positiver Grundton verbindet“, urteilte hingegen das Lexikon des internationalen Films. Obwohl der Episodenfilm mit einem großen Staraufgebot aufwarten könne, „machen die unterschiedlichen Appetithäppchen nicht richtig satt“, meinte wiederum Cinema. „Mal hinreißend, mal frustrierend“ seien die einzelnen Episoden, sodass nicht bei allen „wirklich Lust [am] Zuschauen“ entstehe.

## Fortsetzungen
Als Fortsetzung von Paris, je t’aime erschien 2009 der Film New York, I Love You, zu dem diesmal unter anderem die Regisseure Fatih Akın, Yvan Attal und Allen Hughes Episoden beisteuerten. 2014 wurden mit Tbilisi, I Love You und Rio, I Love You zwei weitere Fortsetzungen veröffentlicht. Innerhalb der „Cities-of-Love“-Filmreihe erschien 2019 auch Berlin, I Love You.

## Deutsche Fassung
Die deutsche Synchronfassung entstand bei der Hermes Synchron in Potsdam. Für das Dialogbuch und die Dialogregie war Hilke Flickenschildt zuständig.
| Rolle           | Darsteller         | Synchronsprecher      |
| --------------- | ------------------ | --------------------- |
| Autofahrer      | Bruno Podalydès    | Peter Flechtner       |
| junge Frau      | Florence Muller    | Bettina Weiß          |
| François        | Cyril Descours     | Ozan Ünal             |
| Gaspard         | Gaspard Ulliel     | Julien Haggége        |
| Tourist         | Steve Buscemi      | Udo Schenk            |
| Vertreter Henny | Barbet Schroeder   | Bodo Wolf             |
| Ehefrau         | Miranda Richardson | Hilke Flickenschildt  |
| Ehemann         | Sergio Castellitto | Joachim Tennstedt     |
| Suzanne         | Juliette Binoche   | Arianne Borbach       |
| Cowboy          | Willem Dafoe       | Jan Spitzer           |
| Vater           | Hippolyte Girardot | Gerald Schaale        |
| Claire          | Ludivine Sagnier   | Antje von der Ahe     |
| Vincent         | Nick Nolte         | Thomas Danneberg      |
| Liz             | Maggie Gyllenhaal  | Melanie Hinze         |
| Sophie          | Aïssa Maïga        | Diana Borgwardt       |
| Fanny           | Fanny Ardant       | Traudel Haas          |
| Bob             | Bob Hoskins        | Klaus Sonnenschein    |
| Frances         | Emily Mortimer     | Irina von Bentheim    |
| William         | Rufus Sewell       | Viktor Neumann        |
| Oscar Wilde     | Alexander Payne    | Stefan Staudinger     |
| Francine        | Natalie Portman    | Manja Doering         |
| Thomas          | Melchior Beslon    | Matthias Schweighöfer |
| Gena            | Gena Rowlands      | Almut Eggert          |
| Ben             | Ben Gazzara        | Werner Ehrlicher      |
| Wirt            | Gérard Depardieu   | Manfred Lehmann       |

## DVD-Veröffentlichungen
- Paris, je t’aime. Universum Film GmbH 2007, mit Kinotrailer, Bildergalerie, Making-of, gelöschten Szenen, animiertem Kurzfilm von Vincenzo Natali und animiertem Storyboard.
- Paris, je t’aime: Große Kinomomente. Universum Film GmbH 2009, mit Making-of, Trailer und Booklet mit Informationen zum Film.

## Soundtrack
- Verschiedene Künstler: Paris, je t’aime. Polydor (Universal) 2007, eine CD mit 21 Songs und Aufnahmen der Filmmusik.